# Monika Kończyk
Monika Anna Kończyk (ur. 24 października 1968) – polska nauczycielka i działaczka związkowa. Od 2019 do 2023 Konsul Generalna RP w Sydney.

## Życiorys
Monika Kończyk posiada magisterium z biologii (1992) i licencjat z anglistyki (1998) uzyskane na Uniwersytecie Gdańskim. Ukończyła tamże również studia podyplomowe z zarządzania (2000), nauczania języków obcych (2002), chemii technicznej i ochrony środowiska (2005). W 2007 uzyskała magisterium z anglistyki na Akademii Humanistyczno-Ekonomicznej w Łodzi. W 2017 doktoryzowała się na WPiA UG w zakresie prawa pracy na podstawie dysertacji Status prawny Europejskiego Komitetu Związków Zawodowych Sektora Edukacyjnego (promotor: Jakub Stelina). Uczestniczka programów stypendialnych Japońskiej Międzynarodowej Fundacji Pracy (JILAF) oraz German Marshall Fund.
Od 1991 do 1995 prowadziła zajęcia z zoologii i biologii ogólnej na Wydziale Zoologii Bezkręgowców UG. Następnie uczyła angielskiego i biologii w trójmiejskich szkołach, m.in. w III Liceum Ogólnokształcącym w Gdyni. Od 13 kwietnia 2016 do 26 sierpnia 2019 pełniła funkcję Pomorskiego Kuratora Oświaty. Od września 2019 do jesieni 2023 Konsul Generalna RP w Sydney. Od 2023 kierowniczka Wydziału Konsularnego i Polonii Ambasady w Manili.
Od 1996 zaangażowana w NSZZ „Solidarność”. Była m.in. przedstawicielką międzynarodową Krajowej Sekcji Oświaty i Wychowania NSZZ Solidarność, członkinią Europejskiego Komitetu Związków Zawodowych sektora edukacyjnego (ETUCE). Reprezentowała polską stronę związkową w Komitecie Europejskiego Sektorowego Dialogu Społecznego przy Komisji Europejskiej.
Monika Kończyk zna angielski i rosyjski. Matka córki i syna.

## Odznaczenia
- Srebrny Krzyż Zasługi „za zasługi w działalności na rzecz rozwoju oświaty” (2018)[9]
- Złota (2010) i Srebrna (2017) Odznaka Krajowej Sekcji Oświaty i Wychowania NSZZ Solidarność[2]
- Medal Komisji Edukacji Narodowej (2007)[2]